# Oechalia ferruginea
Oechalia ferruginea är en insektsart som beskrevs av Robert L. Usinger 1941. Oechalia ferruginea ingår i släktet Oechalia och familjen bärfisar. Inga underarter finns listade i Catalogue of Life.